# Huperzia
Genre
Les lycopodes du genre Huperzia ne développent pas d'épi sporangifère distinct.

## Étymologie
Le mot Huperzia est dédié à un botaniste allemand, Johann Peter Huperz (mort en 1816).

## Espèces
- Huperzia acerosa (Sw.) Holub
- Huperzia appressa (Desvaux) Á. Löve & D. Löve - Lycopode des Appalaches
- Huperzia aqualupiana (Spring) Rothm.
- Huperzia balansae Herter
- Huperzia × bartleyi (Cusick) Kartesz et Gandhi
- Huperzia × buttersii (Abbe) Kartesz et Gandhi
- Huperzia carinata (Desv. ex Poir.) Trevis
- Huperzia chinensis (Christ) Czern.
- Huperzia dichotoma (Jacq.) Trevisan
- Huperzia × erubescens (Brack.) Holub
- Huperzia filiformis (Sw.) Holub
- Huperzia funiformis (Cham. ex Spring) Trevisan
- Huperzia haleakalae (Brack.) Holub
- Huperzia × helleri (Herter) Kartesz et Gandhi
- Huperzia hippuridea (H. Christ) Holub
- Huperzia linifolia (L.) Trevisan
- Huperzia lucidula (Michx.) Trevisan - Lycopode brillant
- Huperzia mannii (Hbd.) Kartesz et Gandhi
- Huperzia montana (Underw. et F. E. Lloyd) Holub
- Huperzia nutans (Brack.) Rothm.
- Huperzia occidentalis (Clute) Kartesz et Gandhi
- Huperzia phlegmaria (L.) Rothm.
- Huperzia phlegmarioides (Gaudich.) Rothm.
- Huperzia phyllantha (Hook. et Arn.) Holub
- Huperzia pithyoides (Schltdl. et Cham.) Holub
- Huperzia polytrichoides (Kaulfuss) Trevisan
- Huperzia porophila (Lloyd et Underwood) Holub
- Huperzia reflexa (Lam.) Trevisan
- Huperzia saururus
- Huperzia selago (L.) Bernh. - Lycopode sélagine
- Huperzia serrata (Thunb. ex Murr.) Trevisan
- Huperzia sintenisii (Herter) Holub
- Huperzia somai (Hayata) Ching
- Huperzia squarrosa (G. Forster) Trevis
- Huperzia stemmermanniae (A.C. Medeiros et W.H. Wagner) Kartesz, comb. nov. ined.
- Huperzia sulcinervia (Spring) Trevisan
- Huperzia taxifolia (Sw.) Trevisan
- Huperzia tenuicaulis (Underwood et Lloyd) B. Pllg.
- Huperzia wilsonii (Underwood et Lloyd) B. Pllg.